# Vespa dybowskii
Vespa dybowskii – gatunek owada z rodziny osowatych (Vespidae), sklasyfikowany przez Jacques'a André w roku 1884. Występuje w Korei, Chinach, Birmie, Tajlandii oraz w Japonii na wyspach Hokkaido i Honsiu.
Cechą charakterystyczną tego gatunku jest brak żółtych pasów na odwłoku.

## Podgatunki
- Vespa dybowskii mutata Ma, 1937